# 서천여자고등학교
서천여자고등학교(舒川女子高等學校)는 대한민국 충청남도 서천군 서천읍 군사리에 있는 공립 고등학교이다.

## 학교 연혁
- 1964년 1월 11일 : 학교 설립인가(1학급)
- 1964년 3월 6일 : 개교
- 1964년 3월 9일 : 제1회 입학식(47명)
- 1964년 6월 20일 : 신축교사 이전
- 1965년 1월 25일 : 제1회 졸업식(36명)
- 1980년 10월 10일 : 학급 증설인가(4학급)
- 2024년 1월 9일 : 제60회 졸업식(75명, 총 8,464명)
- 2024년 3월 4일 : 2024학년도 입학식(60명)
- 2024년 9월 1일 : 제23대 김용숙 교장 취임

## 참고 자료
- 서천여자고등학교 - 한국교육학술정보원 학교알리미